# Guilherme de Paula Lucrécio
Guilherme de Paula Lucrécio (n. 9 noiembrie 1986), cunoscut mai mult ca Guilherme de Paula, sau simplu Guilherme, este un fotbalist brazilian care evoluează la clubul Milsami Orhei în Divizia Națională pe postul de atacant.